# Swordsman
Swordsman (of The Swordsman) is een Hongkong/Taiwanese zwaarvechters/fantasy film uit 1990.
Titel in Chinese karakters: 笑傲江湖 (Uitspraak in Kantonees: Siu3 ngou6 gong1 wu4.)

## Verhaal
Uit de keizerlijke bibliotheek wordt het 'Prized Sunflower Volume' gestolen, een gebruiksaanleiding voor het leren van onoverwinnelijke martial arts. Deze zogenaamde 'Sacred Scroll' wordt verborgen in het huis van de familie Lam. Maar een keizerlijke magistraat heeft al vlug in de gaten waar het document zich bevindt en hij omsingelt het gebouw. Dan arriveert zwaardmeester Ling van de Hua Mountain sekte: hij heeft een bericht voor de familie Lam en breekt door de omsingeling. Hierop wordt het huis aangevallen door het keizerlijke leger. Ling kan met zijn metgezel Kiddo ontsnappen, maar de familie Lam wordt gedood en de Scroll blijkt onvindbaar. De zwaardmeesters belanden op een schip, waar ze de oude meesters Lau en Kuk van de Zon Maan sekte ontmoeten. Het schip wordt plotseling overvallen door een keizerlijk oorlogsschip onder leiding van zwaardmeester Zhor. Lau en Kuk raken hierbij zwaargewond, maar ze kunnen toch met Ling en Kiddo in een bootje ontsnappen. Lau en Kuk geven Ling een qin en een document met daarop het beroemde lied 'Proud laughing world of martial arts'. Kort daarop sterven de twee, waarna Ling en Kiddo op zoek gaan naar de andere leden van hun sekte. Maar eerst komen ze Fung Ching Yeung tegen, een oude meester van hun sekte, die Ling enkele zwaardvechttechnieken leert en hem waarschuwt voor Ngok, de leider van zijn eigen sekte.
Uiteindelijk staan Ling en Kiddo samen met de Zon Maan sekte tegenover zowel de keizerlijke Han troepen van de eunuch, zwaardgrootmeester Zhor én hun eigen leider Ngok.

## Rolverdeling
| Acteur        | Personage                                   |
| ------------- | ------------------------------------------- |
| Sam Hui       | 'Swordsman' Ling Wu-Shung                   |
| Man Cheung    | Prinses Yin-Yin, leidster Zon Maan sekte    |
| Fennie Yuen   | Blue Phoenix                                |
| Cecilia Yip   | Kiddo                                       |
| Jackie Cheung | Au Yeng Chun, rechterhand van de magistraat |
| Shun Lau      | De Eunuch, keizerlijke magistraat           |
| Yuen Wah      | Zhor de moordenaar                          |
| Lau Siu-Ming  | Ngok Bat Kwan, leider Hua Mountain sekte    |

## Trivia
- King Hu was de originele regisseur, maar hij werd tijdens de opnames ziek. Daarop besloot producent Tsui Hark samen met Ching Siu-Tung en Raymond Lee de regie op zich te nemen. Ook Ann Hui en Andrew Kam droegen nog een beetje bij aan de regie.
- Regisseur Ang Lee zei in een interview dat de films van King Hu hem sterk beïnvloed hebben bij het maken van zijn film Crouching Tiger, Hidden Dragon. The Swordsman was een van Hu's laatste films. Door deze film herleefde het zwaardvechters genre in Hongkong. Omdat cameraman Peter Pau in beide films de camera bediende, is het niet vreemd dat de beelden in de films wel wat op elkaar lijken.
- Voor dit filmgenre, zie ook wuxia-film.

## De drie Swordsman films
- 1990 - Swordsman
- 1991 - Swordsman II: The Legend of the Swordsman
- 1992 - Swordsman III: East is Red